# Негребовка
Негребовка (укр. Негребівка) — село на Украине, находится в Радомышльском районе Житомирской области.
Код КОАТУУ — 1825088302. Население по переписи 2001 года составляет 71 человек. Почтовый индекс — 12260. Телефонный код — 4132. Занимает площадь 0,537 км².
Через село протекает река Белка.

## Адрес местного совета
12260, Житомирская область, Радомышльский р-н, с. Раковичи, ул. Центральная; тел. 7-92-42.